# American Airlines Flight 11
American Airlines Flight 11 var flightnumret på det flygplan som först flög in i World Trade Center och träffade det norra tornet klockan 8.46 lokal tid. Flygplanet var en Boeing 767-223ER från American Airlines med registrering N334AA. Flight 11 skulle gå från Logan International Airport i Boston, Massachusetts till Los Angeles International Airport vid klockan 7.59 lokal tid. Ombord fanns närmare 100 människor. Planet tros ha kapats runt 8.14 lokal tid efter att kaparna dödat och skadat några passagerare och flygpersonal. De överlevande flygvärdinnorna lyckades dock ringa till flygledningen och berätta om vad som hänt. Det är oklart hur kaparna lyckades komma in i cockpit eftersom FAA vid tidpunkten krävde att cockpitdörrarna skulle vara stängda och låsta under hela flighten. Enligt utredningar kan kaparna ha kommit över nycklar till cockpit från de dödade flygvärdinnorna, alternativt lurat piloterna att öppna cockpitdörren. 17 minuter efter att Flight 11 träffade det norra tornet flög United Airlines Flight 175 in i det södra tornet klockan 9.03.
Fem stycken troliga kapare har identifierats:
- Mohamed Atta al-Sayed (Egyptier) - ledare och pilot, satt på plats 8D.
- Waleed al-Shehri (Saudier) - satt på plats 2B
- Wail al-Shehri (Saudier) - satt bredvid Waleed på plats 2A
- Abdulaziz al-Omari (Saudier) - hade tidigare flugit med Atta till Logan Airport från Portland, Maine
- Satam al-Suqami (Saudier) - satt på plats 10B

## Övrigt
Seth MacFarlane (skaparen av TV-serien Family Guy) hade en flygbiljett för Flight 11 bokad. Men hans reseagent gav honom en felaktig avgångstid och Seth kom för sent till flygplatsen och missade avgången.
David Angell (skaparen av TV-serien Frasier) var ombord på planet med sin fru. Båda omkom.
Berry Berenson, som har varit hustru till Anthony Perkins, var också ombord på planet och omkom. Hon var också syster till skådespelerskan Marisa Berenson.